# Djamel Sedjati
Djamel Sedjati (in arabo جمال سجاتي‎?; Tiaret, 3 maggio 1999) è un mezzofondista algerino, medaglia d'argento negli 800 metri piani ai mondiali di Oregon 2022 e di bronzo alle Olimpiadi di Parigi 2024.

## Palmarès
| Anno | Manifestazione          | Sede     | Evento      | Risultato | Prestazione | Note |
| ---- | ----------------------- | -------- | ----------- | --------- | ----------- | ---- |
| 2022 | Giochi del Mediterraneo | Orano    | 800 m piani | Oro       | 1'44"52     |      |
| 2022 | Mondiali                | Eugene   | 800 m piani | Argento   | 1'44"14     |      |
| 2023 | Mondiali                | Budapest | 800 m piani | Finale    | dq          |      |
| 2024 | Giochi olimpici         | Parigi   | 800 m piani | Bronzo    | 1'41"50     |      |

## Altre competizioni internazionali
2023
- 4º all'Herculis ( Monaco), 800 m piani - 1'43"88
- Bronzo al Doha Diamond League ( Doha), 800 m piani - 1'46"97
- Oro al Bauhaus-Galan ( Stoccolma), 800 m piani - 1'44"59
- Oro al Memorial Van Damme ( Bruxelles), 800 m piani - 1'43"60
- Bronzo al Prefontaine Classic ( Eugene), 800 m piani - 1'43"06

2024
- Oro al Bauhaus-Galan ( Stoccolma), 800 m piani - 1'43"23
- Oro al Meeting de Paris ( Parigi), 800 m piani - 1'41"56
- Oro all'Herculis ( Monaco), 800 m piani - 1'41"46
- Argento al Memorial Van Damme ( Bruxelles), 800 m piani - 1'42"86

2025
- Bronzo ai Bislett Games ( Oslo), 800 m piani - 1'43"06
- Argento al Bauhaus-Galan ( Stoccolma), 800 m piani - 1'42"27
- Bronzo all'Herculis ( Monaco), 800 m piani - 1'42"20